# صافات
- سوره صافات و فضیلت قرائت آن

1. سوره صافات سوره ۳۷ از قرآن است و ۱۸۲ آیه دارد. مانند دیگر سوره‌های مکی، این سوره در مورد اصول معارف و اعتقادات اسلامی مانند مبدأ و معاد است. بخشی از سوره در مورد داستان‌های انبیا به ویژه ابراهیم نبی است. در پایان سوره، پیروزی لشکر حق را بر لشکر باطل پیش‌بینی می‌کند.[۱]در فضیلت این سوره حدیثی از پیامبر اسلام نقل شده‌است (کسی که سوره صافات را بخواند، به عدد هر جن و شیطانی ده حسنه به او داده می‌شود و شیاطین متمرد از او فاصله می‌گیرند و از شرک پاک می‌شود و دو فرشته ای که مأمور او هستند، در قیامت دربارهٔ او شهادت می‌دهند که به رسولان خداوند ایمان داشته‌است)

- منابع

1. ↑  مکارم شیرازی، ناصر؛ جمعی از نویسندگان (۱۳۷۴). تفسیر نمونه. ج. ۱۹. دار الکتب الاسلامیه. ص. ص ۳–۴سوره صافات، مقدمه